# 노르에피네프린
노르에피네프린(영어: norepinephrine) 또는 노르아드레날린(영어: noradrenaline)은 카테콜아민의 하나로 인체 내에서 호르몬과 신경전달물질을 포함한 다양한 기능을 한다. 에피네프린의 전구체이다.

## 스트레스 호르몬
미국 하버드대 연구진이 스트레스를 받으면 흰머리가 되는 마리 앙투아네트 증후군을 입증하는 연구 결과를 발표했다. 스트레스는 쥐의 자율신경인 교감신경계를 활성화시켰다. 활성화한 교감신경은 노르아드레날린(노르에피네프린)이라는 신경전달물질을 과도하게 분비했다. 가까이 있는 멜라닌 줄기세포가 이 물질을 흡수했다. 노르아드레날린은 멜라닌 줄기세포의 세포 분열을 유도하는 물질이다. 증식한 줄기세포는 특정 세포로 바뀌어 색소 공급원으로서의 기능을 잃어버렸다.

## 생합성
노르에피네프린은 전구물질인 도파민으로부터 생성될 수 있으며 한편 노르에피네프린은 에피네프린 뿐만아니라 및 노르메타네프린, 3,4-다이하이드록시페닐글리콜(DOPEG), 3-메톡시-4-하이드록시페닐글리콜(MOPEG), 바닐릴만델산(vanillylmandelic acid, VMA)등을 COMT와 같은 각각의 작용 효소들의 관여로 이들을 생성할 수 있다.

## 신경전달물질
교감신경계에서는 아세틸콜린과 노르에피네프린이 함께 길항작용에 관여하는데, 이는 부교감신경계에서 아세틸콜린만이 길항작용에 관여하는 것과 차이나는 점이다.

## 같이 보기
- 카테콜아민
- 에피네프린
- 마리 앙투아네트 증후군